# Baumwollratten
Die Baumwollratten (Sigmodon) sind eine auf dem amerikanischen Kontinent lebende Nagetiergattung aus der Gruppe der Neuweltmäuse. Sie umfasst 14 Arten.

## Merkmale
Baumwollratten sind relativ große Vertreter der Neuweltmäuse. Sie erreichen eine Kopf-Rumpflänge von 13 bis 20 Zentimeter, der Schwanz ist 8 bis 14 Zentimeter lang. Das Gewicht beträgt 70 bis 210 Gramm. Ihr meist raues Fell ist an der Oberseite graubraun bis schwarzbraun gefärbt, an der Unterseite hellbraun oder hellgrau. Die Ohren sind klein. Der Gattungsname Sigmodon („S-Zahn“) leitet sich von der S-förmigen Anordnung der Kauhöcker auf ihren Molaren ab.

## Verbreitung und Lebensraum
Das Verbreitungsgebiet der Baumwollratten erstreckt sich von den südlichen USA über Mittelamerika bis ins nördliche Südamerika (bis Brasilien und Peru). Als Lebensraum bevorzugen sie Grasländer und buschbestandene Gebiete.

## Lebensweise
Diese Nagetiere zählen in ihrem Verbreitungsgebiet zu den häufigsten Säugetieren. Sie können sowohl am Tag als auch in der Nacht aktiv sein. Als Verstecke legen sie Grasnester in Bodenvertiefungen oder auch in den verlassenen Bauten anderer Tiere an. Sie sind Allesfresser und nehmen Pflanzen, Insekten und andere Kleintiere zu sich (wie etwa Krebstiere, Vogeleier und Küken).

## Fortpflanzung
Im Norden ihres Verbreitungsgebietes fällt die Paarungszeit in die Monate April bis November, im Süden können Paarungen das ganze Jahr über erfolgen. Dabei können die Weibchen etliche Würfe im Jahr austragen. Nach einer rund 27-tägigen Tragzeit kommen fünf bis sieben (in Einzelfällen bis zu 12) Jungtiere zur Welt. Bereits nach sieben Tagen verlassen sie ihre Mutter, mit 40 bis 60 Tagen werden sie geschlechtsreif.
Die meisten Tiere werden in freier Natur nicht älter als sechs Monate, in menschlicher Obhut ist ein Alter von 5 Jahren belegt.

## Baumwollratten und Menschen
Baumwollratten dringen manchmal in Felder und Plantagen ein und fressen Zuckerrohr, Süßkartoffeln oder Baumwollpflanzen und gelten als Plage. Sigmodon hispidus wird in Tierversuchen eingesetzt und spielte unter anderem bei der Erforschung des Poliovirus eine wichtige Rolle.
Keine der Arten ist laut IUCN gefährdet.

## Systematik
Die Baumwollratten werden in 14 Arten unterteilt, die in 2 Untergattung gegliedert werden:
- Untergattung Sigmodon
  - Die Allen-Baumwollratte (Sigmodon alleni) bewohnt das westliche Mexiko von Sinaloa bis Oaxaca.
  - Die Arizona-Baumwollratte (Sigmodon arizonae) ist im Südwesten der USA (Kalifornien, Arizona, New Mexico) und im nordwestlichen Mexiko beheimatet.
  - Die Gelbbraune Baumwollratte (Sigmodon fulviventer) komm im Südwesten der USA (Arizona bis Texas) sowie in weiten Teilen Mexikos vor.
  - Die Südliche Baumwollratte (Sigmodon hirsutus) ist vom Süden Mexikos bis Venezuela verbreitet.
  - Die Stachlige Baumwollratte (Sigmodon hispidus) bewohnt den Südosten der USA (von Nebraska und Virginia bis Florida) sowie das nordöstliche Mexiko.
  - Die Ecuador-Baumwollratte (Sigmodon inopinatus) ist nur von einem kleinen Gebiet aus Ecuador bekannt.
  - Die Weißohr-Baumwollratte (Sigmodon leucotis) lebt im Landesinneren Mexikos.
  - Die Westmexiko-Baumwollratte (Sigmodon mascotensis) bewohnt das westliche Mexiko.
  - Die Gelbnasen-Baumwollratte (Sigmodon ochrognathus) komm im Südwesten der USA (Arizona bis Texas) sowie im Norden Mexikos vor.
  - Die Peru-Baumwollratte (Sigmodon peruanus) lebt im Westen Ecuadors und im Nordwesten Perus.
  - Die Miahuatlan-Baumwollratte (Sigmodon planifrons) ist nur aus dem mexikanischen Staat Oaxaca bekannt.
  - Die Tolteken-Baumwollratte (Sigmodon toltecus) bewohnt das östliche Mexiko, ihr genaues Verbreitungsgebiet ist unklar.
  - Die Berg-Baumwollratte (Sigmodon zanjonensis) lebt in Südmexiko und Guatemala.
- Untergattung Sigmomys
  - Die Furchenzahn-Baumwollratte (Sigmodon alstoni) ist von Kolumbien bis ins nördliche Brasilien verbreitet.

Die Baumwollratten stehen in der Systematik der Neuweltmäuse isoliert da und haben keine näheren Verwandten. Sie werden in einen eigenen Tribus, Sigmodontini, innerhalb der Sigmodontinae eingeordnet. Möglicherweise stellen sie eine basale, urtümliche Gattung der Neuweltmäuse dar.